# سی تیان فنگ
سی تیان فنگ (انگلیسی: Si Tianfeng؛ زادهٔ ۱۷ ژوئن ۱۹۸۴) ورزشکار دو و میدانی اهل چین است.
وی در مسابقات کشوری و بین‌المللی در مجموع برندهٔ ۱ مدال نقره شده‌است.